# Chester M. Southam
Chester Milton Southam (* 4. Oktober 1919 in Salem, Massachusetts; † 5. April 2002 in East Stroudsburg) war ein US-amerikanischer Virologe und Onkologe.

## Werdegang
Southam studierte an der Boise State University Medizin, wo er 1943 seinen Master of Science erhielt. An der Columbia University wurde er 1947 Doktor der Medizin (M.D.). Von 1947 bis 1948 war er Assistenzarzt am NewYork-Presbyterian Hospital. Danach ging er an das Memorial Sloan-Kettering Cancer Center (MSKCC), wo er zunächst als Wissenschaftlicher Mitarbeiter begann. Später wurde Southam Chef der Abteilung für Virologie und Immunologie und behandelnder Arzt am MSKCC. Diese Tätigkeit übte er bis 1971 aus. Parallel dazu war Southam bis 1971 Associate Professor am Weill Cornell Medical College der Cornell University. Von 1971 bis 1995 war Southam Professor für Medizin und behandelnder Arzt an der Thomas Jefferson University. Von 1971 bis 1979 leitete er zudem die Abteilung Onkologie am Universitätshospital der Thomas Jefferson University. Von 1973 bis 1983 war Southam Fellow des American College of Physicians. Southam war zeitweise der Präsident der American Association for Cancer Research (AACR). Er veröffentlichte über 100 Artikel aus dem Bereich der Onkologie. Den Begriff Hormesis prägte Southam bereits 1941 in seiner undergraduate thesis. Die war die erste Erwähnung des Begriffes in der wissenschaftlichen Literatur.
Southam war zunächst mit der Ärztin Anna L. Skow, geboren in Cocolalla (Idaho), verheiratet. Später heiratete Southam Gertrude. Er hatte drei Kinder (Lawrence, Arthur und Lenore).

## Ethikskandal
Southam vertrat die Hypothese, dass Viren für einige Krebsarten verantwortlich seien, sich Tumoren dabei aber nur in Organismen mit geschwächtem Immunsystem entwickeln. Zur Überprüfung dieser Hypothese implantierte Southam verschiedenen Personengruppen lebende Krebszellen, vor allem HeLa-Zellen, unter die Haut. Beispielsweise 1952 über 300 Insassen des Ohio State Prison, um das Fortschreiten der Erkrankung zu beobachten. Dabei ließ er die Gefangenen über die wahre Natur der Zellen im Unklaren („some cells“). Die Hälfte der Patienten waren Afroamerikaner. Diese Versuche führte er mit mehreren Kohorten über Jahre fort. So wiederholte er 1963 die Versuche an 22 älteren afroamerikanischen Frauen am Brooklyn Jewish Chronic Disease Hospital, die über die Natur der Implantate ebenfalls nicht informiert wurden. Diese Studie wurde vom United States Public Health Service und der American Cancer Society finanziert. Zwei jüdische Ärzte protestierten beim Stiftungsrat der Klinik gegen die Versuche und beriefen sich dabei auf den Nürnberger Kodex von 1947. Ein Mitglied der Stiftung ging mit dem Fall zur New York Times und informierte die Lizenzierungsbehörde des Staates New York (New York State Board of Regents).
Vor Gericht gab Southam später an, dass er keine Einverständniserklärung (informed consent) hatte. Wenn er den Patienten erzählt hätte, was er ihnen verabreichen wollte, so hätte es diese beängstigt. Southam wurde für ein Jahr die Approbation entzogen. Der Fall hatte weitreichende Konsequenzen für alle nachfolgenden klinischen Studien, zur Gewährleistung der Respektierung der Rechte von Versuchspersonen und der Einholung der informierten Zustimmung (informed consent).
Ungeachtet des Skandals wurde Southam 1967 zum Vize-Präsidenten der American Association for Cancer Research und ein Jahr später zu deren Präsidenten gewählt.

## Veröffentlichungen (Auswahl)
- C. M. Southam: History and prospects of immunotherapy of cancer: an introduction. In: Annals of the New York Academy of Sciences. Band 277, 00 1976, ISSN 0077-8923. PMID 793478, S. 1–6.
- C. M. Southam, A. Brunschwig, A. G. Levin, Q. S. Dizon: Effect of leukocytes on transplantability of human cancer. In: Cancer. Band 19, Nummer 11, November 1966, ISSN 0008-543X. PMID 5925282, S. 1743–1753.
- C. M. Southam: Immunologic tolerance to human cancer transplants in rats. In: Cancer Research. Band 26, Nummer 12, Dezember 1966, ISSN 0008-5472. PMID 5333836, S. 2496–2502.
- A. Brunschwig, C. M. Southam, A. G. Levin: Host resistance to cancer. Clinical experiments by homotransplants, autotransplants and admixture of autologous leucocytes. In: Annals of surger. Band 162, Nummer 3, September 1965, ISSN 0003-4932. PMID 5318670. PMC 1476908 (freier Volltext), S. 416–425.
- C. M. Southam: The complex etiology of cancer. In: Cancer Research. Band 23, September 1963, ISSN 0008-5472, S. 1105–1115. PMID 14070364. (Review).
- C. M. Southam, A. Brunschwig: Quantitative Studies of Autotransplantation of Human Cancer: Preliminary Report. In: Obstetrical & Gynecological Survey. 17, 1962, S. 305–306.
- C. M. Southam: Antibiotic activity of extract of western red cedar heartwood. In: Proceedings of the Society for Experimental Biology and Medicine. Society for Experimental Biology and Medicine. Band 61, April 1946, ISSN 0037-9727. PMID 20982507, S. 391–396.